# Фикая
Фикая (фр. Ficaja, корс. Ficaghja) — коммуна во Франции, находится в регионе Корсика. Департамент коммуны — Верхняя Корсика. Входит в состав кантона Казинка-Фумальто. Округ коммуны — Бастия.
Код INSEE коммуны — 2B113.

## Население
Население коммуны на 2008 год составляло 49 человек.
| 1962 | 1968 | 1975 | 1982 | 1990 | 1999 | 2008 |
| ---- | ---- | ---- | ---- | ---- | ---- | ---- |
| 52   | 84   | 54   | 48   | 48   | 34   | 49   |

## Экономика
В 2007 году среди 25 человек в трудоспособном возрасте (15—64 лет) 8 были экономически активными, 17 — неактивными (показатель активности — 32,0 %, в 1999 году было 50,0 %). Из 8 активных работали 8 человек (5 мужчин и 3 женщины), безработных не было. Среди 17 неактивных 1 человек был учеником или студентом, 11 — пенсионерами, 5 были неактивными по другим причинам.

## Фотогалерея

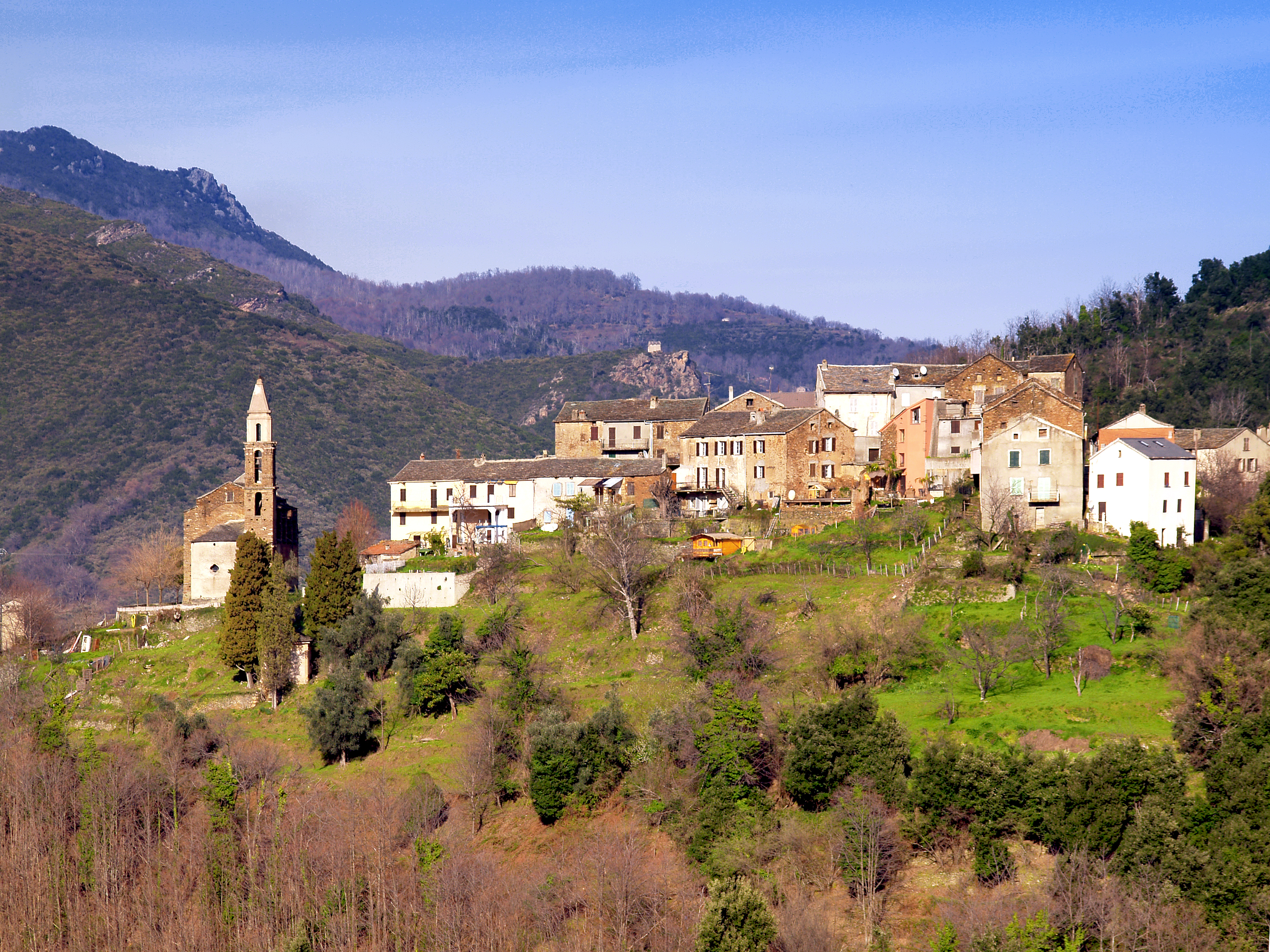
Фикая
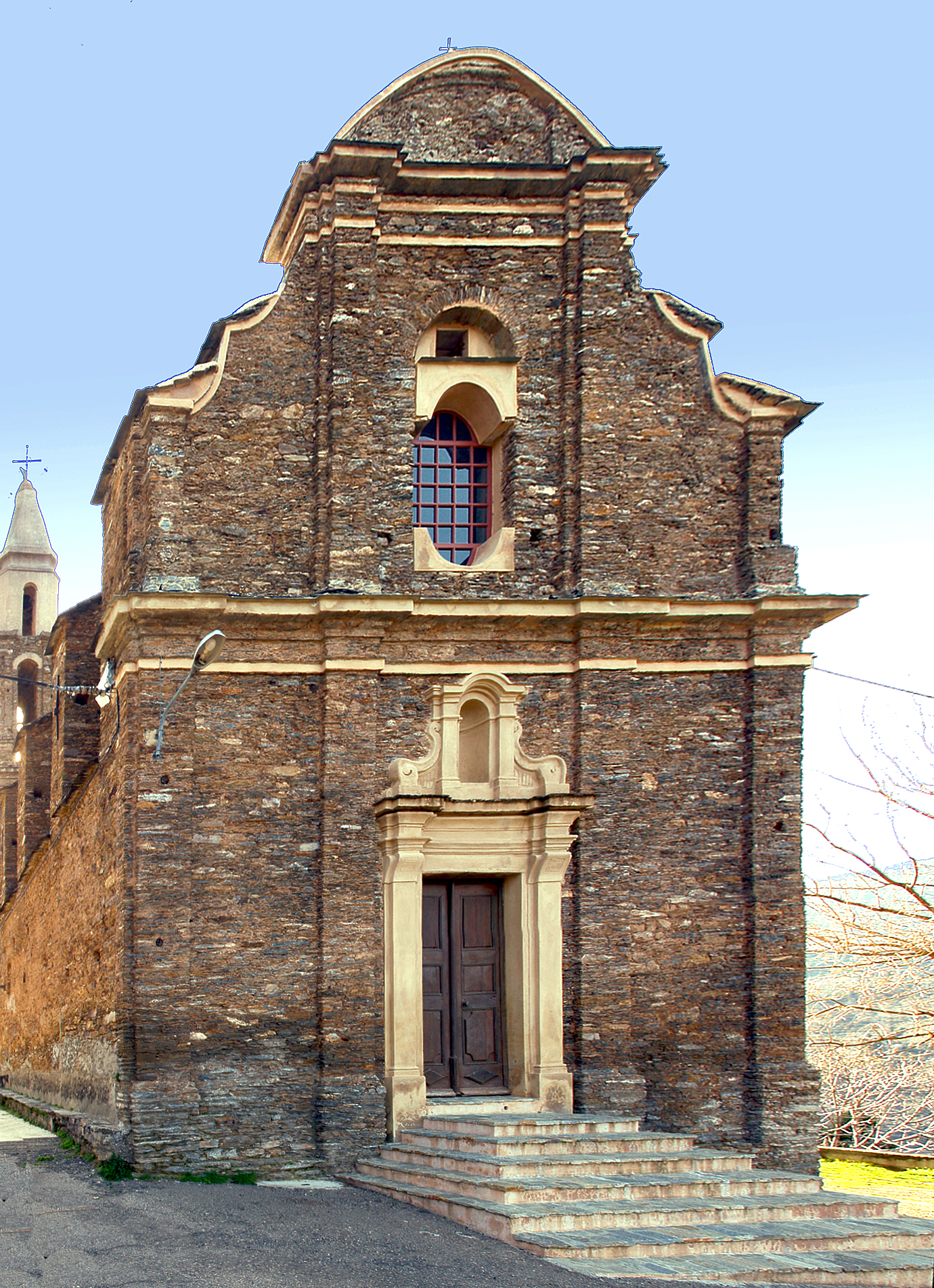
Церковь Непорочного Зачатия
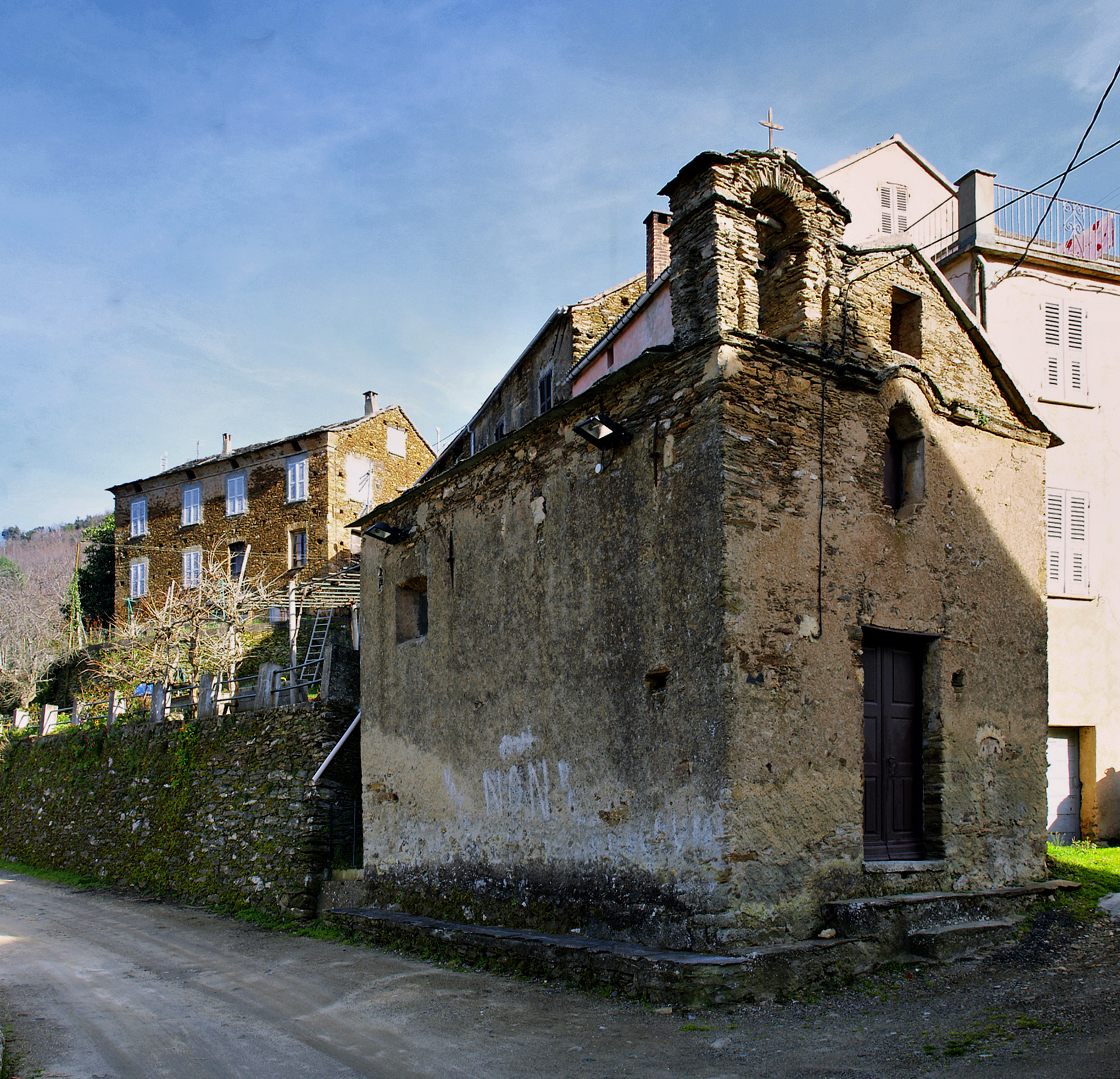
Часовня San Roccu